# Laia Ortiz i Castellví
Laia Ortiz i Castellví (Barcelona, 26 d'abril de 1979) és una política catalana.
És llicenciada en Ciències Polítiques i de l'Administració per la Universitat Pompeu Fabra i ha cursat fins al 4t curs de Ciències Econòmiques a la Universitat de Barcelona.
Entre el 2011 i el 2015, en la X legislatura, va ser diputada al Congrés dels Diputats per Iniciativa per Catalunya Verds-Esquerra Unida i Alternativa i adscrita al Grup Parlamentari de L'Esquerra Plural. Ha estat diputada en el Parlament de Catalunya en les legislatures VIII (2006-2010) i IX (2010-2012).
Ha estat coordinadora de Joves d'Esquerra Verda (2002-2004), coordinadora tècnica de Dones amb Iniciativa (2002-2004) i analista de l'Institut de Ciències Polítiques i Socials (ICPS) (2005-2006). Ha presentat ponències en congressos i seminaris d'economia i ha col·laborat en l'elaboració del recurs en xarxa Diccionari de dones i àmbit local. També ha estat jugadora de la Federació Catalana de Bàsquet (1992-2006).
És afiliada a Acció Jove (Joves de Comissions Obreres), a Joves d'Esquerra Verda des del 1999, i des del 2003 d'Iniciativa per Catalunya Verds. Ha estat membre de la Permanent de Dones amb Iniciativa (2003-2005), responsable d'impulsar l'European Green Gender Observatory (2004), responsable de Dona Jove de Joves d'Esquerra Verda i consellera de districte de Sant Andreu (Dones i Medi Ambient). Fou diputada al Parlament de Catalunya des del 2006 fins al 2012 i vicepresidenta i portaveu d'Iniciativa per Catalunya Verds.
Va ser regidora a l'Ajuntament de Barcelona entre 2015 i 2019, com a número 3 a la llista de Barcelona en Comú, encapçalada per Ada Colau, i durant 4 anys fou la segona tinenta d'alcalde. També hi exerci els càrrecs de vicepresidenta del Consorci d'Educació, presidenta de l'Institut Municipal d'Educació, presidenta de l'Institut Municipal de Serveis Socials i presidenta de l'Institut Municipal de Persones amb Discapacitat.
El 27 de gener de 2019 va anunciar que deixaria la política institucional el mes de maig i que no es tornaria a presentar a la llista dels Comuns. Afirmà que ho feia per raons personals després de 13 anys a la primera línia de la política.
El 2023 treballava a l'Ajuntament d'El Prat de Llobregat com a coordinadora de polítiques d’Acció Social i Comunitària.